# فیلیپو گوچیونه
فیلیپو گوچیونه (انگلیسی: Filippo Guccione؛ زادهٔ ۸ نوامبر ۱۹۹۲) بازیکن فوتبال اهل ایتالیا است.